# I'M
I'M(아이 엠)은 대한민국의 가수 임창정의 13번째 정규 음반이다. 이 앨범의 타이틀곡 〈내가 저지른 사랑〉은 대중들에게 많은 사랑을 받았다.

## 수록곡
| #   | 제목                           | 재생 시간 |
| --- | ------------------------------ | --------- |
| 1.  | 〈노래 한번 할게요〉           |           |
| 2.  | 〈이별 후〉                    |           |
| 3.  | 〈그 곳에 멈춰서〉             |           |
| 4.  | 〈화해〉                       |           |
| 5.  | 〈이제 날 놓아줘〉             |           |
| 6.  | 〈내 생에 가장 아름다운〉      |           |
| 7.  | 〈그마저 내려놓는〉            |           |
| 8.  | 〈또 설레이는 이 길〉          |           |
| 9.  | 〈순심이〉                     |           |
| 10. | 〈너에게 달려간다〉            |           |
| 11. | 〈내가 저지른 사랑 (타이틀)〉  |           |
| 12. | 〈세상에 하나뿐인 나〉         |           |
| 13. | 〈내가 저지른 사랑 (Inst.)〉   |           |
| 14. | 〈지나고도 같은 오늘 (Inst.)〉 |           |